# Вилиам Анри Вадингтон
Вилиам Анри Вадингтон е френски нумизмат, археолог, дипломат и политик. Подписва Берлинския договор.

## Политически път
- 1873-77: министър на образованието
- 1877-79: външен министър, подписва Берлинския договор.
- 1879: 42-ри министър-председател, външен министър